# خط طول 129° غرب
خط طول 129° غرب هو أحد خطوط الطول الجغرافية، والتي تمتد من القطب الشمالي الجغرافي إلى القطب الجنوبي الجغرافي، وحسب التحويل الزمني يتأخر خط طول 129° غرب عن خط غرينتش بـ8 ساعات و36 دقيقة.

## من القطب إلى القطب
ينطلق خط طول 129° غرب من القطب الشمالي نحو القطب الجنوبي مرورا بالمناطق التي ترد في الجدول التالي:
| الإحداثيات                           | البلد أو الإقليم أو البحر | ملاحظات |
| ------------------------------------ | ------------------------- | --- |
| 90°0′N 129°0′W / 90.000°N 129.000°W  | المحيط المتجمد الشمالي    | |
| 75°25′N 129°0′W / 75.417°N 129.000°W | بحر بيوفورت               | |
| 69°55′N 129°0′W / 69.917°N 129.000°W | كندا                      | الأقاليم الشمالية الغربية يوكون (إقليم) — من 62°8′N 129°0′W / 62.133°N 129.000°W كولومبيا البريطانية — من 60°0′N 129°0′W / 60.000°N 129.000°W, the mainland, و Maitland, Hawkesbury, Gribbell, Princess Royal و Aristazabal islands |
| 52°28′N 129°0′W / 52.467°N 129.000°W | المحيط الهادئ             | |
| 60°0′S 129°0′W / 60.000°S 129.000°W  | المحيط الجنوبي            | |
| 74°19′S 129°0′W / 74.317°S 129.000°W | القارة القطبية الجنوبية   | المطالب الإقليمية بالقارة القطبية الجنوبية |